# Angomonas deanei
Angomonas deanei ist eine Art (Spezies) geißeltragender Protozoen aus der Gruppe (Ordnung) Trypanosomatida. Als obligater Parasit infiziert die Art den Verdauungstrakt von Insekten und ist gleichzeitig Wirt für symbiotische Bakterien.
Der bakterielle Endosymbiont „Ca. Kinetoplastibacterium crithidii“ unterhält eine dauerhafte wechselseitige Beziehung mit A. deanei, so dass er nicht mehr in der Lage ist, sich aus eigener Kraft fortzupflanzen und zu überleben.
Derartige Endosymbiosen, wie sie inzwischen in unterschiedlichem Ausmaß auch bei anderen Protisten wie
Strigomonas culicis,
Novymonas esmeraldas,
Diplonema japonicum und Diplonema aggregatum
entdeckt wurden, gelten als gute Modelle für das Verständnis der Evolution von Eukaryoten aus urzeitlichen Prokaryoten, und für die Entstehung von Zellorganellen (d. h. für die Symbiogenese).
Die Art wurde erstmals 1973 von der brasilianischen Parasitologin Aurora Luiza de Moura Carvalho als Crithidia deanei beschrieben.
Eine phylogenetische Analyse im Jahr 2011 ergab, dass sie zur 1991 von Souza & Corte-Real erstbeschriebenen Gattung Angomonas gehört, weshalb ihr Name auf Angomonas deanei abgeändert wurde.
Das symbiotische Bakterium ist ein Mitglied der β-Proteobacteria und stammt entweder vom gemeinsamen Vorfahren der Gattung Bordetella oder (wahrscheinlicher) Taylorella ab.
Die beiden Organismen sind so stark voneinander abhängig, dass sich das Bakterium nicht mehr alleine vermehren kann und der Protozoenwirt ohne das endosymbiotische Bakterium Insekten (als seine natürlichen Wirte) nicht mehr infizieren kann.

## Forschungsgeschichte
Angomonas deanei wurde ursprünglich als Crithidia deanei beschrieben: Im Jahr 1973 entdeckte die brasilianische Doktorandin Aurora Luiza de Moura Carvalho an der Universidade Federal de Goiás (UFG) die Trypanosomatida-Art im Rahmen einer Studie über Darmparasiten von Raubwanzen im brasilianischen Bundesstaat Goiás.
Im nächsten Jahr berichtete sie über ihre Entdeckung, dass die Raubwanzenart Zelus leucogrammus (Perty, 1833) – eine Schwesterart von Zelus longipes aus der gleichen Untergattung – nicht direkt von den Trypanosomatida befallen wird, sondern diese mit der Nahrung von anderen Insekten übernimmt.
Zur gleichen Zeit berichtete ein Forschungsteam der Universidade de Brasilia über strukturelle Details aufgrund Transmissionselektronenmikroskopie sowie über biochemischen Eigenschaften des Raubwanzen-Parasiten. Dieses Team entdeckte, dass die bezeichnete Trypanosomatida-Art einen „wahrscheinlich bakteriellen“ Endosymbionten beherbergt, der für seinen Trapynosomatida-Wirt „essentiellen Nährstoffe“ an diesen liefert.
Die bakterielle Natur des Endosymbionten wurde 1977 bestätigt, als sich zeigte, dass er durch Behandlung mit dem Antibiotikum Chloramphenicol abgetötet wird, und dass er dem Wirt bei der Synthese der proteinogenen Aminosäure Arginin aus der nichtproteinogenen Aminosäure Ornithin hilft.
Je mehr strukturelle und molekulare Details untersucht wurden, desto deutlicher wurde der Unterschied zwischen der immer noch als Crithidia deanei bezeichneten Trypanosomatida-Art und anderen Arten der Gattung Crithidia.
Im Jahr 1991 schlugen daher Maria Auxiliadora de Sousa und Suzana Corte-Real vom Institut Oswaldo Cruz (FIOCRUZ) eine neue Gattung Angomonas für diese Art vor, zusammen mit dem neuen Artnamen Angomonas deanei.
Eine phylogenetische Studie von Marta M. G. Teixeira, Erney P. Camargo et al. an der Universität von São Paulo im Jahr 2011 bestätigte diese Taxonomie zusammen mit einer Beschreibung einer neuen Schwesterart Angomonas ambiguus und Angomonas desouzae, die ebenfalls einen solchen bakteriellen Endosymbionten enthalten.

## Ultrastruktur und Morphologie

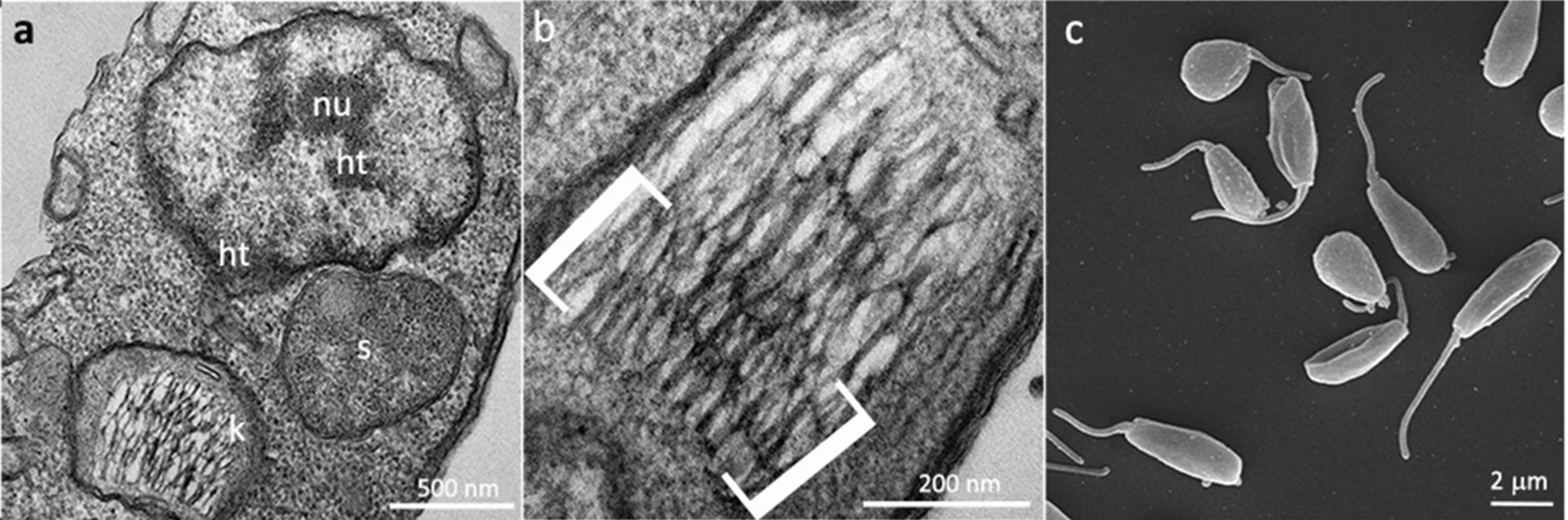
Ultrastruktur und Morphologie von Angomonas deanei.
(a) TEM-Aufnahme des Hauptzellkörpers mit Zellkern (nu) mit Heterochromatinen (ht), Kinetoplasten (k) und bakteriellen Symbionten (s).
(b) Vergrößerte Ansicht der Kinetoplastenregion, die eine Gruppe von kDNA-Fasern zeigt.
(c) REM-Aufnahme der Protozoen; in Verlängerung eines jeden Individuums ist ein Flagellum.

Der Körper von Angomonas deanei hat eine elliptische Form, mit einem markanten schwanzartigen Flagellum (Geißel) am hinteren Ende, das der Fortbewegung dient.
Der bakterielle Endosymbiont befindet sich im Körper von A. deanei und ist – typisch für gramnegative Bakterien – von zwei Zellmembranen umgeben; es gibt darin aber einige ungewöhnliche Merkmale, wie z. B.
- das Vorhandensein von Phosphatidylcholin (einem wichtigen Membranlipid, aber untypisch für Bakterienmembranen), und
- eine stark reduzierte Peptidoglycanschicht, die eine verminderte oder fehlende starre Zellwand anzeigt.

Die Zellmembran von A. deanei selbst enthält ein β-Fass-Porin mit 18 Domänen, ein charakteristisches Protein für gramnegative Bakterien, aber ungewöhnlich für Eukaryoten ist.
Sie enthält darüber hinaus enthält sie Cardiolipin und (ebenfalls) Phosphatidylcholin als die wichtigsten Phospholipide, während Sterole fehlen.
Cardiolipin ist ein typisches Lipid der Bakterienmembranen; Phosphatidylcholin hingegen kommt vor allem in symbiotischen Prokaryoten eukaryotischer Zellen vor.
Der Geißelapparat der Kinetoplastida enthält eine charakteristische „paraflagellare Stabstruktur“ (englisch paraflagellar rod structure, PFR). Die PFR ist für die volle Motilität (Bewegungsfähigkeit) und das Schlagen der geißeln notwendig. Bei einer Gruppe von Kinetoplastida, die Endosymbionten enthalten und zu denen A. deanei gehört, gibt es offenbar keine oder nur eine reduzierte PFR, obwohl sie genauso beweglich sind wie die Arten, die eine typische PFR besitzen, und sich als Parasiten an die Wirtsepithelien von Wirbellosen anheften können. Es ließ sich nur zeigen, dass das paraflagellare Stäbchen-Gen PFR1 bei A. deanei voll funktionsfähig ist.
Es fehlen bei A. deanei auch Introns und die Transkription von langen polycistronischen mRNAs (= polygenischen mRNAs), die von anderen Eukaryoten für komplexe Genaktivitäten benötigt werden.
Das gesamte Genom ist auf 29 Chromosomen verteilt und enthält 10.365 proteinkodierende Gene, 59 Transfer-RNAs, 26 ribosomale RNAs und 62 sonstige, nicht-kodierende RNAs.
Bei A. deanei werden neben dem durch die separaten Mitochondrien für die Produktion von Zellenergie bereitgestellten Elektronentransportsystem, energietragende ATP-Moleküle durch seine Glykosomen produziert. produziert.
Nachweislich liefert das endosymbiotische Bakterium seinem Wirt A. deanei essentielle Nährstoffe liefert:
Es synthetisiert für das Protozoon
Aminosäuren,
Vitamine,
stickstoffhaltige Basen und Häm.
Das Häm ist notwendig für das Wachstum und die Entwicklung des Protozoons.
Das Bakterium liefert auch die Enzyme für den Harnstoffzyklus, die im Wirt fehlen.
Im Gegenzug bietet das Protozoon dem Bakterium Enzyme für die kompletten Stoffwechselwege zur Biosynthese von Aminosäuren, Lipiden und Nukleotiden, die diesem fehlen
Das Bakterium hat im Vergleich zu anderen (frei lebenden) Bakterienarten aus seiner Verwandtschaft ein stark reduziertes Genom; es fehlen viele Gene fehlen, die für sein Überleben unerlässlich sind.
Das für die Zell-Zell-Interaktion der Bakterien benötigte Phosphatidylinositol, ein Membranlipid, wird ebenfalls vom Protozoen-Wirt synthetisiert.
Das Bakterium ist für seine energieverbrauchenden Funktionen auf ATP-Moleküle des Wirts angewiesen.
Über einen solchen gegenseitigen Austausch sind die Stoffwechselsysteme der beiden Organismen, Wirt und Endosymbiont, eng miteinander verknüpft.
Eine weitere Beobachtung ist, dass A. deanei seine Fähigkeit verliert, Insekten (als seine natürlichen Wirte) zu infizieren, wenn die endosymbiotischen Bakterien mit Antibiotika abgetötet werden.
Der Endosymbiont beeinflusst nämlich die Expression gp63-Molekülen. Mittels ultrastruktureller Analysen wurde ein gp63-ähnliches Protein in der Geißel und in der Geißeltasche der Protozoen nachgewiesen.
Dieses Molekül ist mit Glycosylphosphatidylinositol (GPI) an der Plasmamembran verankert und das gp63-Molekül vermittelt den Adhäsionsprozess des Protozoen an die Eingeweide seines Insektenwirts.
Ein bakterienloses A. deanei weist zudem meine verminderte Genaktivität auf, einige Gene werden ganz gestoppt.
Ebenfalls verändert werden strukturellen Komponenten, einschließlich der Zelloberfläche, des PFR und des Kinetoplasten.

## Parasitismus
Angomonas deanei wurde ursprünglich aus dem Verdauungstrakt der Raubwanzenart Zelus leucogrammus entdeckt. Es stellte sich jedoch heraus, dass die Raubwanzen selbst nicht stark infiziert sind und die Parasiten wahrscheinlich von anderen Insekten übertragen wurden.
Inzwischen ist bekannt geworden, dass A. deanei Stechmücken (wie Aedes aegypti) und Fliegen (darunter Schmeißfliegen) infiziert.
Unter experimentellen Bedingungen ist A. deanei sogar in der Lage ist, Fibroblastenzellen von Säugetieren (Mäusen) zu infizieren.
Dies war auch bei endosymbionten-freien (aposymbiotischen) Laborstämmen der Fall, wenn auch mit deutlich verminderter Rate.
Die Übertragung von einem Insekt auf ein anderes (= horizontale Übertragung) findet nur zwischen adulten (erwachsenen) Insekten statt, denn das Protozoon kann sich nicht im Hinterdarm der Insektenlarven festsetzen.
Das Flagellum (Geißel) wird als Haftorgan verwendet, das in der Nähe oder direkt auf der Oberfläche der Rektumdrüsen (englisch rectal glands) befestigt wird.

## Fortpflanzung

Schemazeichnung: Morphologische Veränderungen während des Zellzyklus von A. deanei inkl. Zellteilung. Schwarz: Zellkern, grün: Endosymbiont, rot: Basalkörper.

Die Zellteilung von A. deanei zeigt eine starke synergistische Anpassung zwischen dem Bakterium und dem Protozoon. Zuerst teilt sich das Bakterium, dann die Organellen des Protozoen und schließlich dessen Zellkern. Das hat zur Folge, dass die Tochter-Protozoon genau die gleichen Organellen und bakteriellen Endosymbionten enthalten (vertikale Vererbung).
Die gesamte Reproduktion dauert in einem idealen Nährmedium etwa 6 Stunden, d. h. eine einzelne Protozoenzelle ist in der Lage an einem Tag 256 Tochterzellen zu produzieren. Dies kann in seinem natürlichen Lebensraum freilich etwas differieren.

## Endosymbiont und Evolution
Die endosymbiotischen Bakterien in Protozoen der Trypanosomatidae stammen von einem freilebenden β-Proteobacterium ab.
Bei A. deanei haben sich die als „Ca. Kinetoplastibacterium crithidii“ in einer wechselseitigen Beziehung entwickelt, die durch einen intensiven Stoffwechsel-Austausch gekennzeichnet ist. Der Endosymbiont enthält Enzyme und metabolische Vorläufer, die essentielle Biosynthesewege des Wirtsprotozoons vervollständigen, wie z. B. den Harnstoffzyklus und die Produktion von Hämin und Polyamin.
Das symbiotische Bakterium gehört nach Vorschlag zur β-Proteobakterien-Familie Alcaligenaceae.
Basierend auf den 16S-rRNA-Gensequenzen sollte es von einem gemeinsamen Vorfahren mit dem Endosymbionten „Ca. Kinetoplastibacterium blastocrithidii“ von Strigomonas culicis (früher Blastocrithidia culicis) abstammen.
Es wird angenommen, dass Vorfahren beider Spezies jeweils in voneinander verschiedene Wirts-Protozoen eindrangen, um sich dann zu den beiden heutigen Arten zu entwickeln. Daher wurde dem Bakterium der wissenschaftliche Name „Ca. Kinetoplastibacterium crithidii“ gegeben.
Ursprünglich wurde vermutet, dass sich das Bakterium aus einem gemeinsamen Vorfahren mit Mitgliedern der Alcaligenaceae-Gattung Bordetella entwickelt hat.
Eine detaillierte phylogenomische Analyse ergab jedoch, dass es enger mit Mitgliedern der Alcaligenaceae-Gattung Taylorella verwandt ist.
Eine erneute Analyse der Genome Taxonomy Database (GTDB) fand als Schwestergattung Profftella, mit „Ca. Profftella armatura“ einem Symbionten der Blattlaus-Spezies Diaphorina citri (Fressfeind: Raubwanze Zelus longipes). Als gemeinsame Familie ist in der GTDB die Abspaltung Burkholderiaceae_A angegeben, während die Gattungen Bordetella und Taylorella dort in die Familie Burkholderiaceae (nicht Alcaligenaceae) gestellt werden.

## Bildergalerie

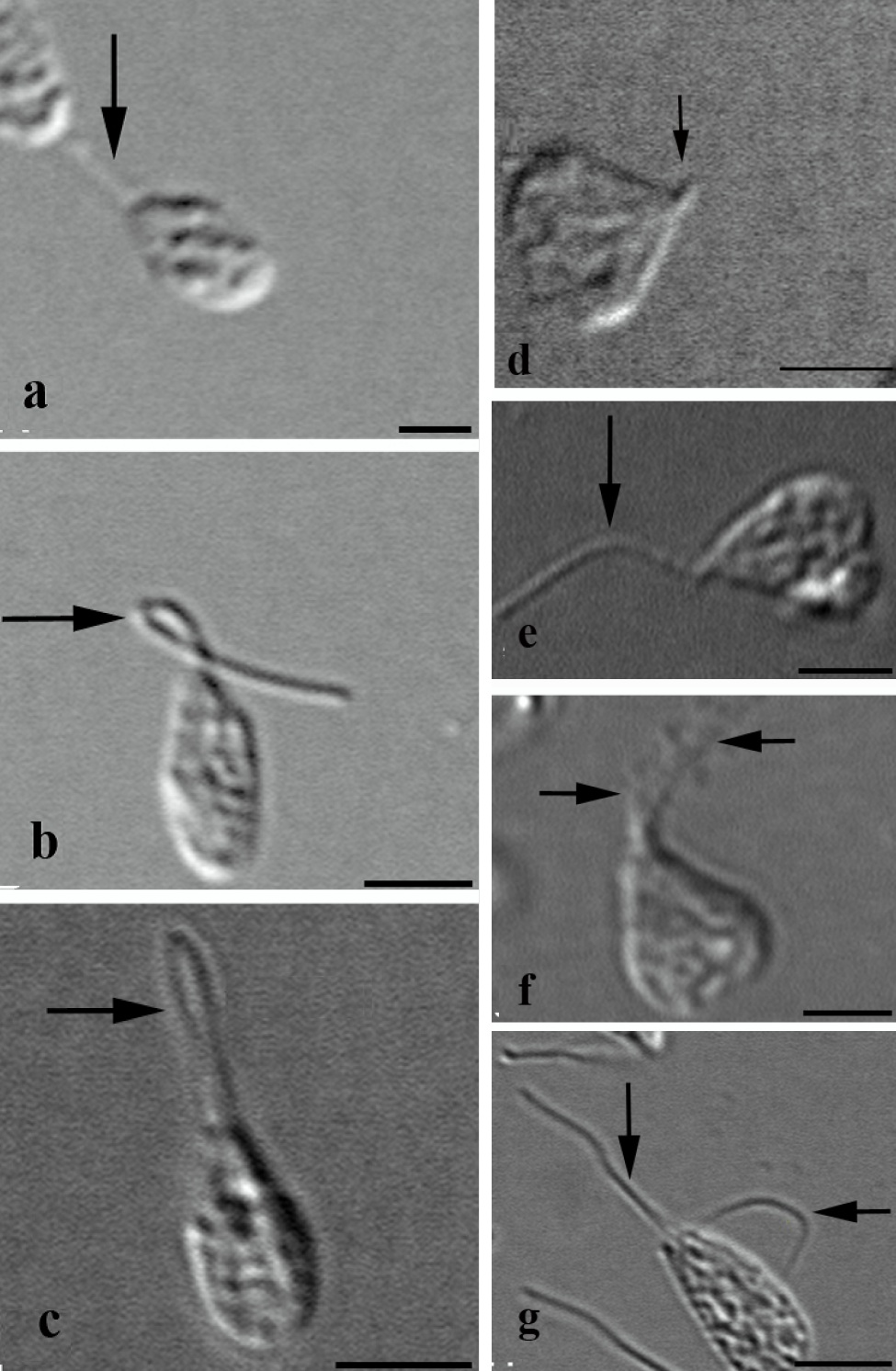
Morphologische Veränderungen von A. deanei bei exponentiellem (d. h. ungebremstem) Wachstum.
Enge Verbindung zwischen dem Endosymbionten („Ca. K. crithidii“) und dem Wirt A. deanei